# Christine Lavarde
Ne doit pas être confondu avec Christine Lagarde.
 (juin 2025).
Christine Lavarde, ou Christine Lavarde-Boëda, née le 16 octobre 1984, est une femme politique française.
Normalienne, ingénieure dans le corps des ponts, elle est élue à Boulogne-Billancourt depuis 2008. Depuis 2017, elle est sénatrice des Hauts-de-Seine.

## Biographie

### Situation personnelle
Elle pratique le triathlon sur toutes les distances et a fini l'Ironman de Roth en 2012. Elle est vice-championne de France par équipe sur le format longue distance en juin 2017. Elle est championne de France par équipe en duathlon longue distance en avril 2018.

### Parcours politique
Elle est la suppléante de Claude Guéant lors des élections législatives de 2012,,,.
Le 24 septembre 2017, elle est élue sénatrice LR dans le département des Hauts-de-Seine,,,.

### Fonctions au Sénat
Au nom de la commission des finances, elle remet en février 2023 un rapport d'information sur le financement du risque de retrait gonflement d’argile puis en juin 2024 un rapport sur l’équilibre financier du régime des catastrophes naturelles. Le Sénat adopte le 30 octobre 2024 à une très large majorité la PPL transpartisane issue de ces travaux. 
En septembre 2023, elle devient présidente de la délégation sénatoriale à la prospective dont elle est membre depuis 2017.   
Le 3 juin 2021, elle dépose, avec deux collègues, un rapport intitulé « Crises sanitaires et outils numériques : répondre avec efficacité pour retrouver nos libertés ». Les auteurs ne craignent pas d’affirmer que « le rapport défend une position claire : à l’avenir, nous devrons recourir bien plus fortement aux outils numériques, en assumant si nécessaire des mesures plus intrusives, mais aussi plus ciblées et limitées dans le temps » et imaginent « Le Crisis Data Hub », une plateforme sécurisée de collecte et d’échange de données dont l’unique fonction est de répondre aux situations de crise (sanitaire ou autre). L’idée est, face à une grave crise, face à un danger imminent, de pouvoir informer les citoyens afin de les protéger, et trouver un outil numérique trouvant l’équilibre entre la protection des citoyens et le respect des libertés individuelles. Cette contribution au débat public a suscité des craintes chez quelques citoyens du fait d’une incompréhension des objectifs du rapport,,.Elle est également l’auteur d’un rapport sur l’exploitation des ressources spatiales
Elle est rapporteure de la commission d'enquête sur les missions des agences, opérateurs et organismes consultatifs de l'État, constituée au Sénat le 6 février 2025 à l’initiative du groupe Les Républicains, présidée par Pierre Barros,,.
Nommée par le président du Sénat, elle a fait partie des 34 membres du comité d'action publique 2022. Elle siège au Conseil de l’immobilier de l’Etatjusqu’en 2024.